# Miniatyrbok
| Miniatyrbok |
| --- |
| The United States History and Presidents in a Nutshell, författad av L.I. Silverman och publicerad cirka 1904. - Betydelse – bok i (mycket) litet format - Bakgrund – sedan medeltiden; första tryckta boken 1468 - Användning – kuriosa, reselitteratur, sekretess, dockskåp |

Miniatyrbok är en typ av bok som är ovanligt liten, ungefär lägre än 75 millimeter hög. Den kan dessutom kännetecknas av ett litet antal sidor, liten tryckyta och bokstavsstorlek samt få antal rader per sida.

## Historik
Under medeltiden framställdes ibland vissa bönböcker i miniatyrformat.
Den äldsta kända tryckta boken som kan karakteriseras som en miniatyrbok är tryckt i Mainz år 1468.
Den tekniska utvecklingen har möjliggjort framställning av allt mindre böcker. I Skottland producerades 1985 en barnbok med måtten 1x1 mm.

## Användning
Böcker har tillverkats i miniatyrformat av olika orsaker. Det kan de ske av rent kuriositetsvärde, dels kan det lilla formatet vara av praktiska skäl (som under en längre resa). Det lilla formatet gör det även lämpligt för förvaring av hemlig information eller för att placeras i ett dockskåp; till Queen Mary's Doll's House (numera utställt i Windsor Castle) producerades i början av 1920-talet cirka 200 miniatyrböcker av olika författare.